# Neiphiu Rio

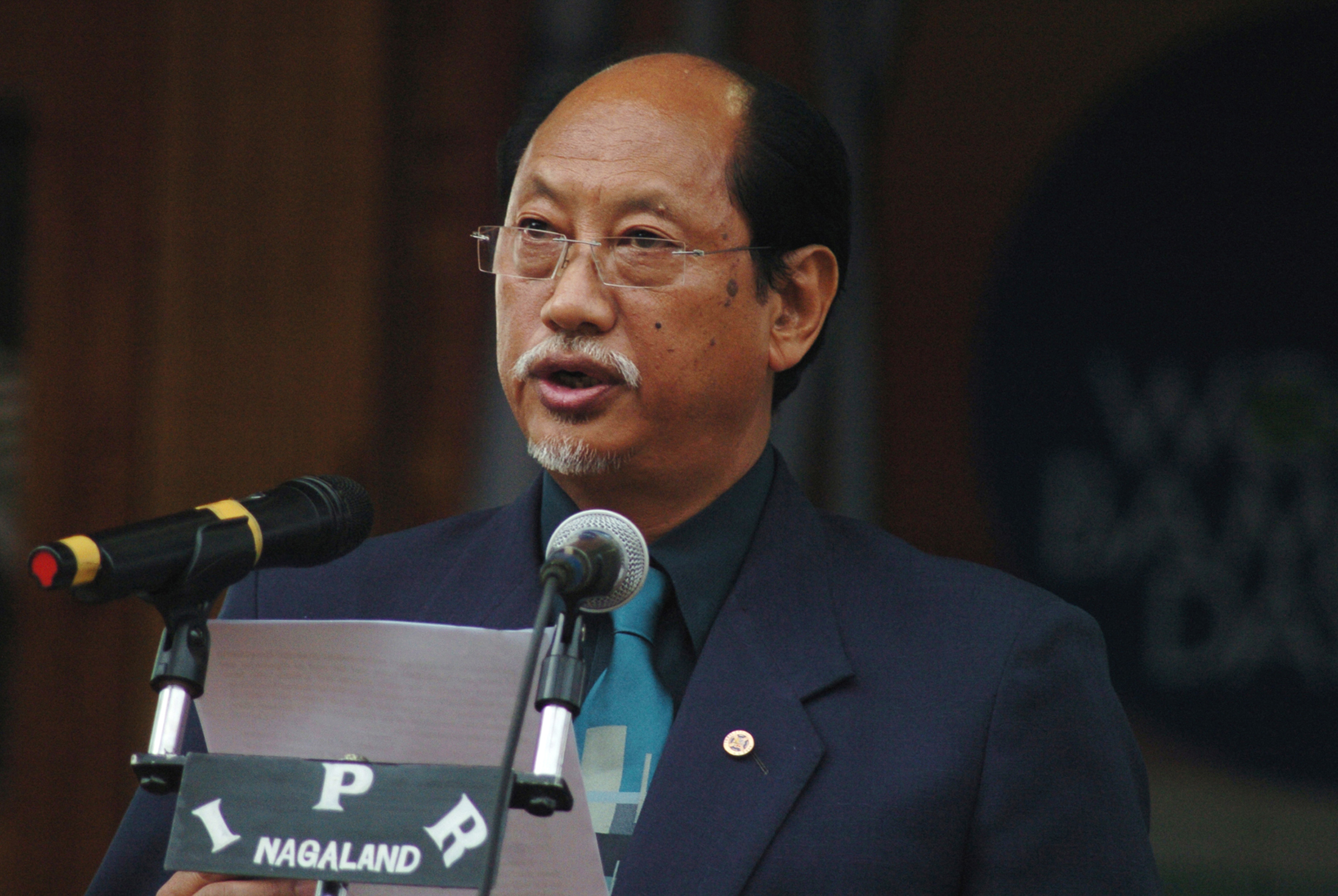
Neiphiu Rio (2010)

Neiphiu Guolhoulie Rio (* 11. November 1950 in Tuophema, damals Assam, heute Nagaland, Indien) ist ein indischer Politiker aus dem Bundesstaat Nagaland. Seit dem 8. März 2018 ist er amtierender Chief Minister von Nagaland. Er hatte dieses Amt bereits in den Jahren 2003 bis 2014 bekleidet.

## Biografie

### Herkunft und Ausbildung
Neiphiu Rio wurde als Sohn von Guolhoulie Rio und dessen Frau Kevilhou Rio im ländlichen Naga Hills district, der damals noch zu Assam gehörte, geboren. Er gehört der Naga-Ethnie der Angami an und Angami ist seine Muttersprache. Wie die große Mehrheit der Naga gehört er der christlichen Religionsgemeinschaft an. Seine Schulbildung erhielt er zunächst vor Ort an der Baptist English School vor Ort und anschließend an der Sainik School in Purulia (Westbengalen). Danach besuchte er das St Joseph’s College in Darjeeling, kehrte dann nach Nagaland zurück und erwarb am Kohima Arts College den Grad eines M.A.

### Politische Laufbahn
In den 1970er Jahren wurde er örtlicher Vorsitzender der Jugendorganisation der United Democratic Front, einer Regionalpartei im Distrikt Kohima. Später wechselte er zur Kongresspartei. 1989 wurde er erstmals im Wahlkreis 11-Northern Angami-II in das Parlament von Nagaland gewählt. Bei den folgenden Wahlen in den Jahren 1993, 1998, 2003, 2008, und 2013 konnte er diesen Wahlkreis behaupten. 1989 bis 1990 war Rio Staatssekretär in der Regierung von Nagaland und 1990–1990, 1993–1998, sowie 1998–2002 Minister in der Regierung von Nagaland.
2002 überwarf sich Rio mit dem damaligen Chief Minister Sanayangba Chubatoshi Jamir, trat im September 2002 als Minister zurück und verließ später auch die Kongresspartei. Er und seine Anhänger schlossen sich der Naga People’s Front (NPF) an, die sich damals noch Nagaland People’s Council nannte. Nach der Parlamentswahl in Nagaland 2003 bildete die NPF eine Koalitionsregierung, die durch die BJP-Parlamentsfraktion unterstützt wurde, und Neiphiu Rio wurde Chief Minister von Nagaland. Gegen Ende der Legislaturperiode verlor die Regierung sukzessive ihre parlamentarische Unterstützung, so dass sie schließlich 2008 durch die Zentralregierung zugunsten von president’s rule abgesetzt wurde. Die NPF konnte ihre Position bei der folgenden Parlamentswahl 2008 jedoch ausbauen und errang bei der Wahl 2013 sogar die absolute Mandatsmehrheit, so dass Rio ab 2008 erneut als Chief Minister amtierte.

### Entwicklung seit 2014
Bei der gesamtindischen Parlamentswahl 2014 entschloss sich Neiphiu Rio zur Kandidatur für die Lok Sabha. Er gewann den einen Wahlkreis, mit dem Nagaland im indischen Parlament vertreten ist und war 2014 bis 2018 als Parlamentsabgeordneter in Delhi tätig. Den Posten des Chief Ministers übernahm sein Parteifreund T. R. Zeliang. Unter Zeliang als Chief Minister kam es jedoch zu einigen Kontroversen in Nagaland. Der Streit um die Einführung einer Frauenquote bei der Besetzung öffentlicher Ämter in Nagaland führte am 22. Februar 2017 zum Rücktritt Zeliangs. Dessen Nachfolger als Chief Minister wurde Shurhozelie Liezietsu, der jedoch nur wenige Monate amtierte, da Zeliang es zusammen mit seinen Unterstützern schaffte, in einem politischen comeback im Juli 2017 erneut zum Chief Minister ernannt zu werden. In diesem Streit geriet der im fernen Delhi befindliche NPF-Parteivorsitzende Neiphiu Rio ins politische Abseits und verlor ganz den Einfluss in seiner Partei. Rio begann daraufhin, seine Anhänger zu sammeln und seine politische Rückkehr nach Nagaland vorzubereiten. Er wurde Führer einer neu gegründeten Partei, der Nationalist Democratic Progressive Party (NDPP), die zum wesentlichen Teil aus unzufriedenen früheren NPF-Aktivisten bestand. Bei der Parlamentswahl in Nagaland am 27. Februar 2018 standen sich im Wesentlichen Rios NDPP und Zeliangs NPF gegenüber. Die NPF gewann 27 der 60 Wahlkreise Nagalands und die NDPP 16. Mit Unterstützung der BJP-Parlamentsfraktion (12) konnte Rio ausreichend Unterstützer auf sich versammeln, so dass er vom Gouverneur von Nagaland am 8. März 2018 erneut zum Chief Minister von Nagaland ernannt wurde.

### Privates
Neiphiu Rio ist seit 1975 mit Kaisa Rio verheiratet, mit der er einen Sohn und fünf Töchter hat.